# أييا ترياس (كارديتسا)

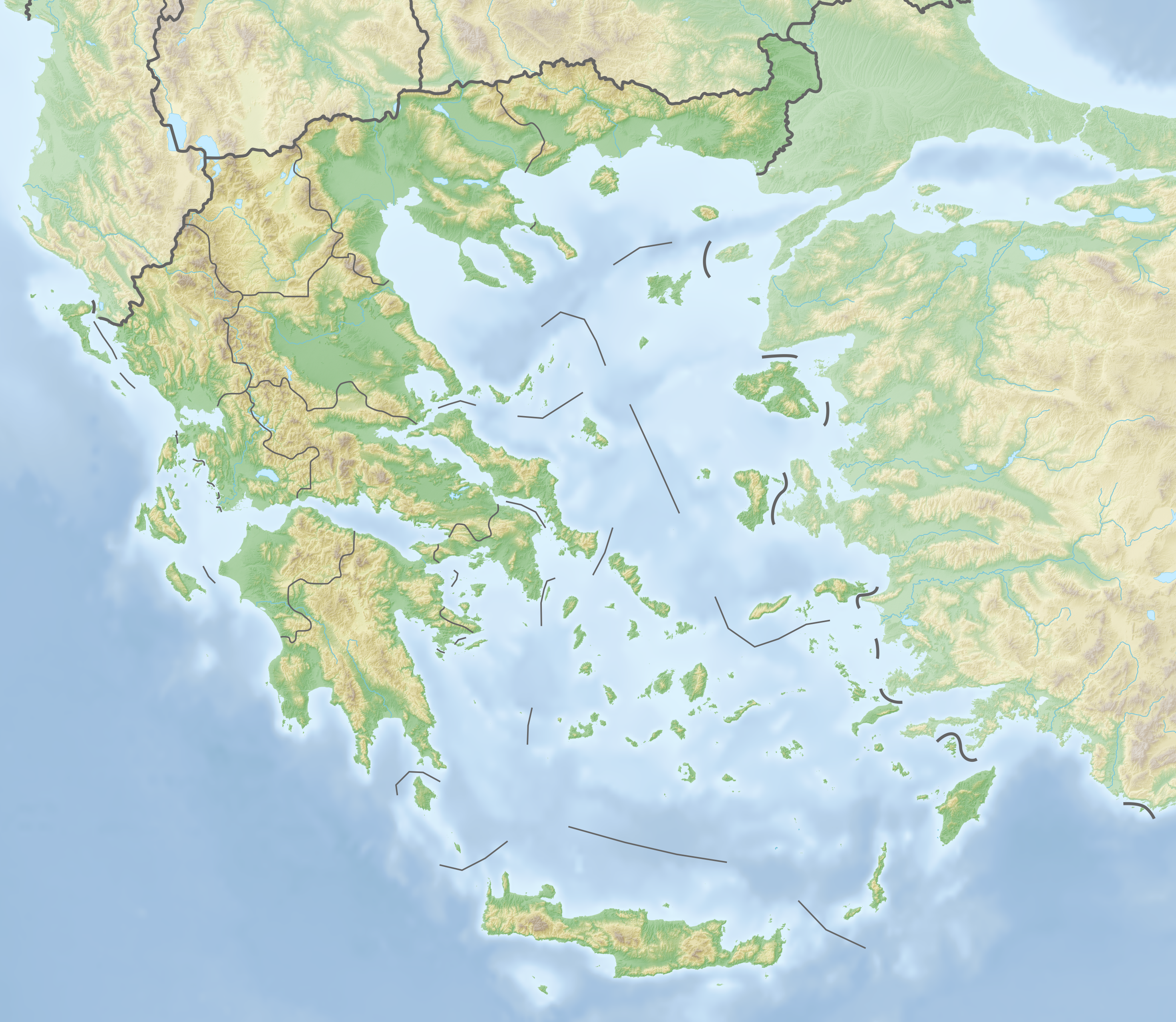

أييا ترياس (Αγία Τριάς) هي مدينة في كارديتسا في مقاطعة فوريا إلادا في اليونان.
يبلغ عدد سكانها حوالي 609   نسمة.